# Bad Ems
Bad Ems ist eine verbandsangehörige Stadt an der unteren Lahn und Sitz der Kreisverwaltung des Rhein-Lahn-Kreises in Rheinland-Pfalz. Zugleich ist die Stadt Bad Ems Verwaltungssitz der Verbandsgemeinde Bad Ems-Nassau sowie Sitz des Statistischen Landesamtes Rheinland-Pfalz. Bad Ems ist ein staatlich anerkannter Heilkurort und gemäß Landesplanung als Mittelzentrum ausgewiesen.
Bad Ems ist eine der bedeutenden Kurstädte Europas.

## Geographie

### Lage
Die Stadt liegt auf beiden Seiten der Lahn, der natürlichen Grenze zwischen Taunus und Westerwald, Teilen des Rheinischen Schiefergebirges. Stadt und Gemarkung liegen im Naturpark Nassau. Das Stadtzentrum von Koblenz liegt ca. 8 Kilometer (Luftlinie) nordwestlich von Bad Ems.
Umgebende Gemarkungen sind (von Norden im Uhrzeigersinn) Eitelborn, Arzbach, Kemmenau, Dausenau, Oberlahnstein, Frücht, Nievern, Fachbach und Niederlahnstein.

### Stadtgliederung
Zur Stadt gehört eine Anzahl von außerhalb der Innenstadt liegenden Wohnplätzen: Am Klauspfad, Auf'm Klopp, Austerstücke, Bernsbach, Concordiaturm, Forstarbeitersiedlung, Gräveheid, Grisselberg, Haus Eichwald, Haus Mohrendell, Höhenhaus, Kellersweiden, Mergelkaut, Obere Malbergstation, Rullsbach, Schöne Aussicht, Seiterich, Tannenhof, Trümmerborn, Wiesbach und Wintersberg.

### Klima
Der Jahresniederschlag liegt mit 798 mm im bundesweiten Durchschnitt. Der trockenste Monat ist der März, die meisten Niederschläge fallen im August. Damit sind die Niederschläge recht gleichmäßig übers Jahr verteilt.

## Geschichte

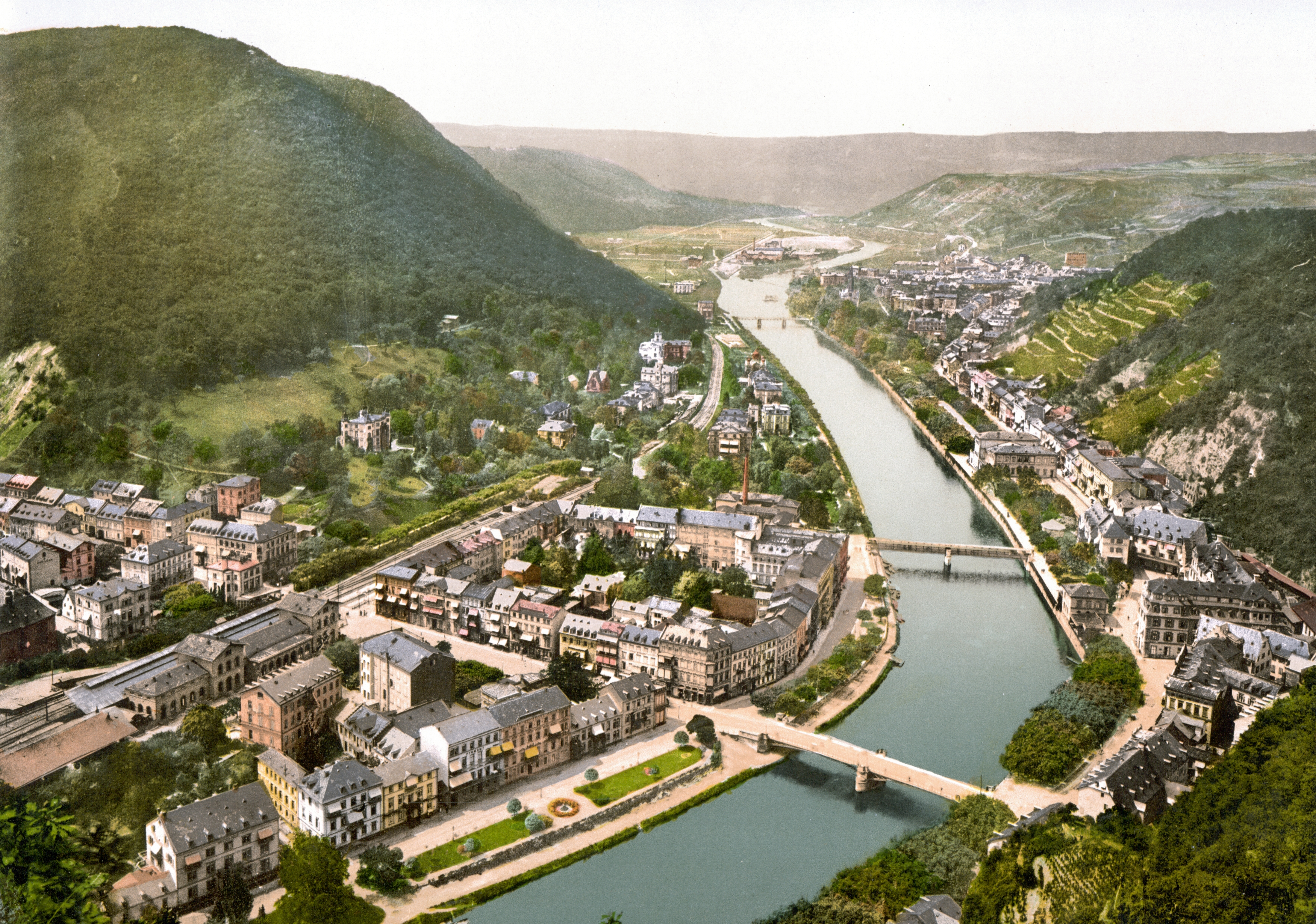
Bad Ems an der Lahn um 1900

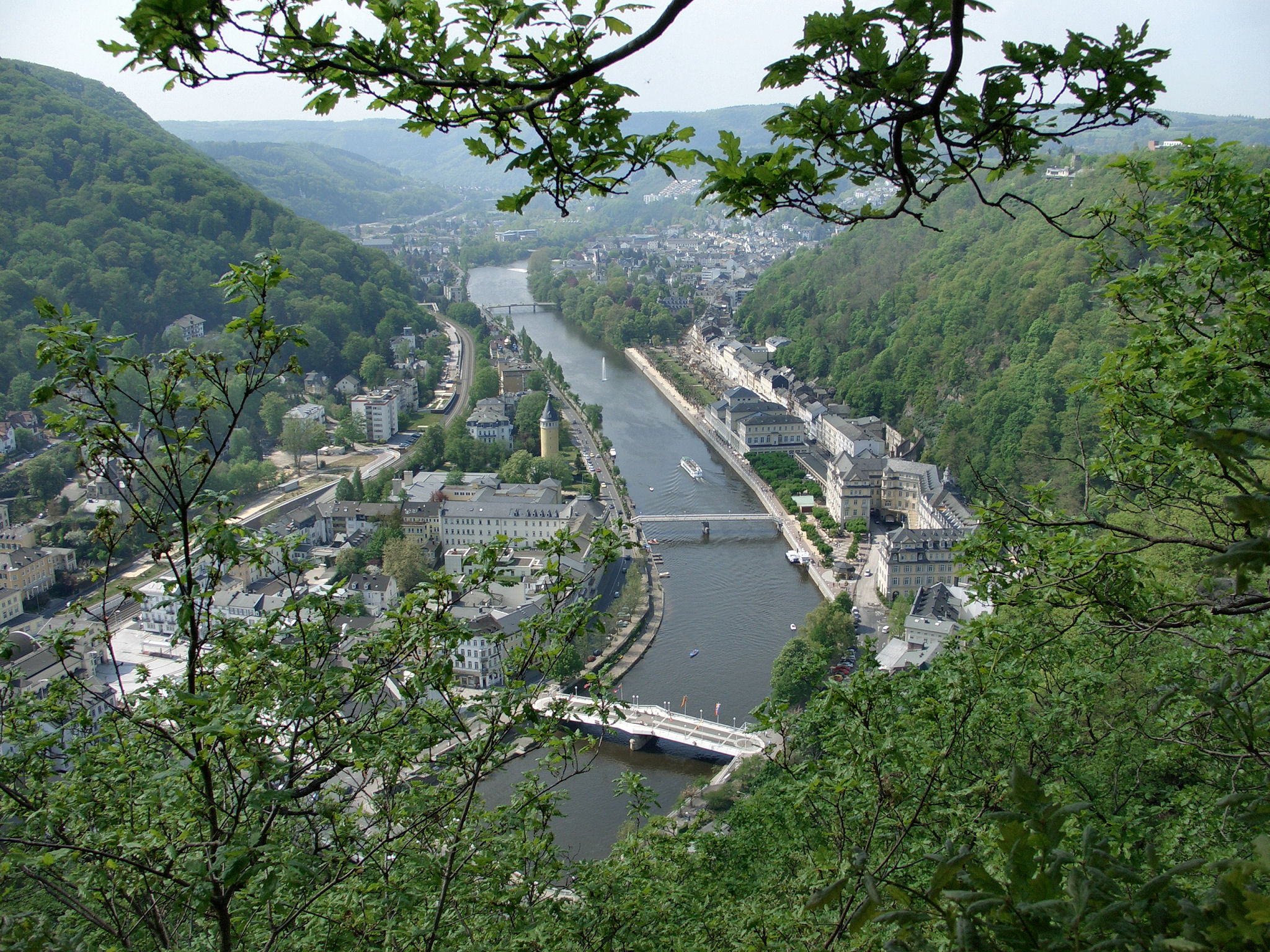
Bad Ems 2006

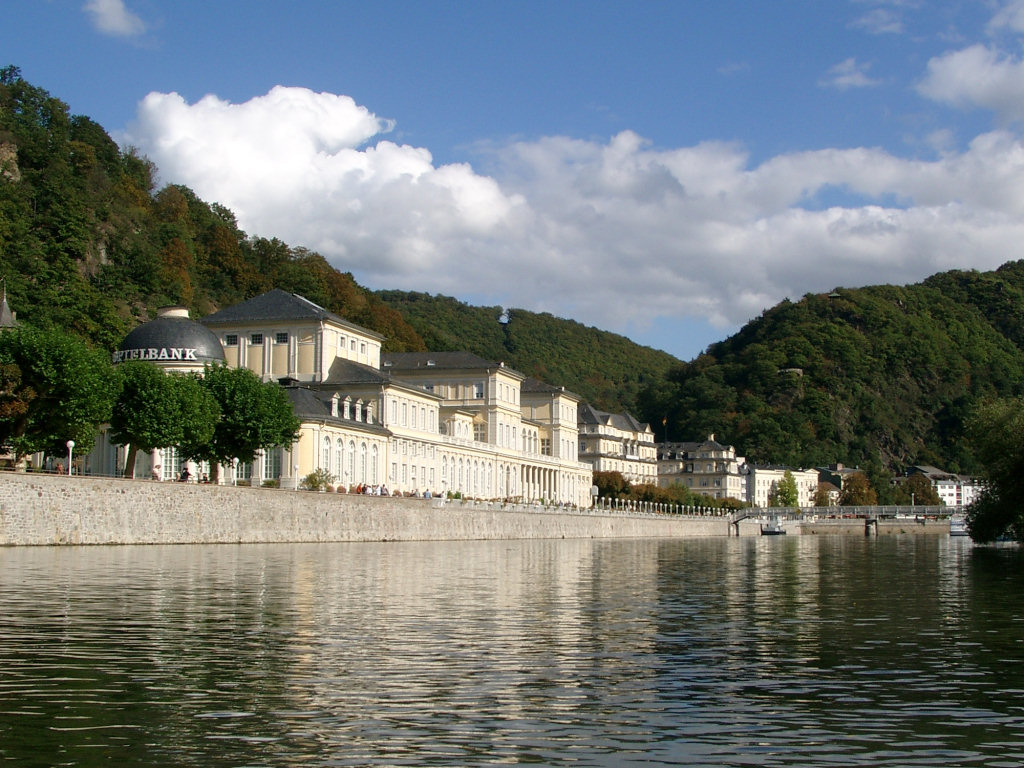
Bad Ems, Spielbank, Kursaal und Kurhaus

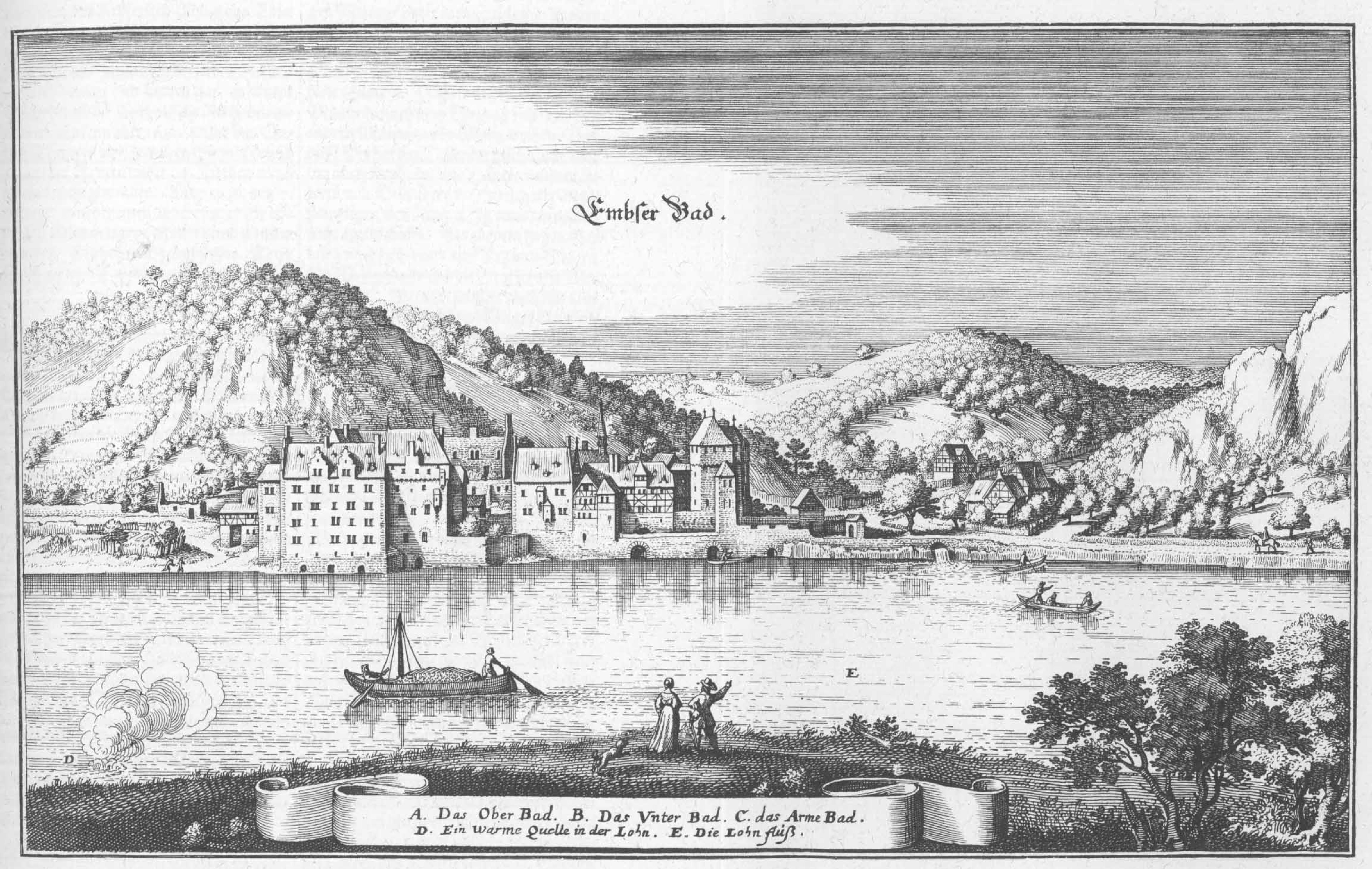
Bad Ems – Auszug aus der Topographia Hassiae von Matthäus Merian 1655

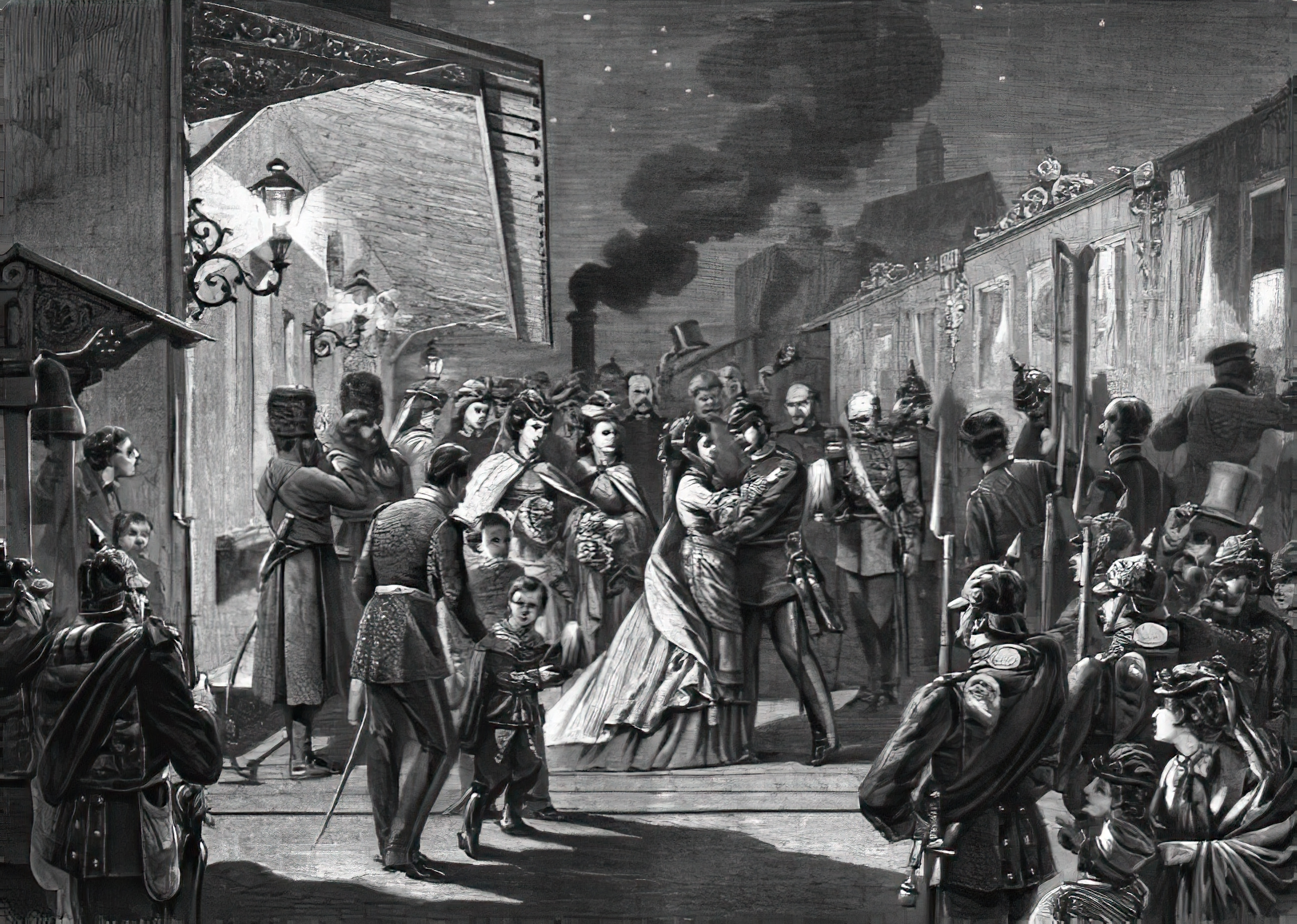
Ankunft von Zar Alexander II. von Russland auf dem Bahnhof Bad Ems, 1871

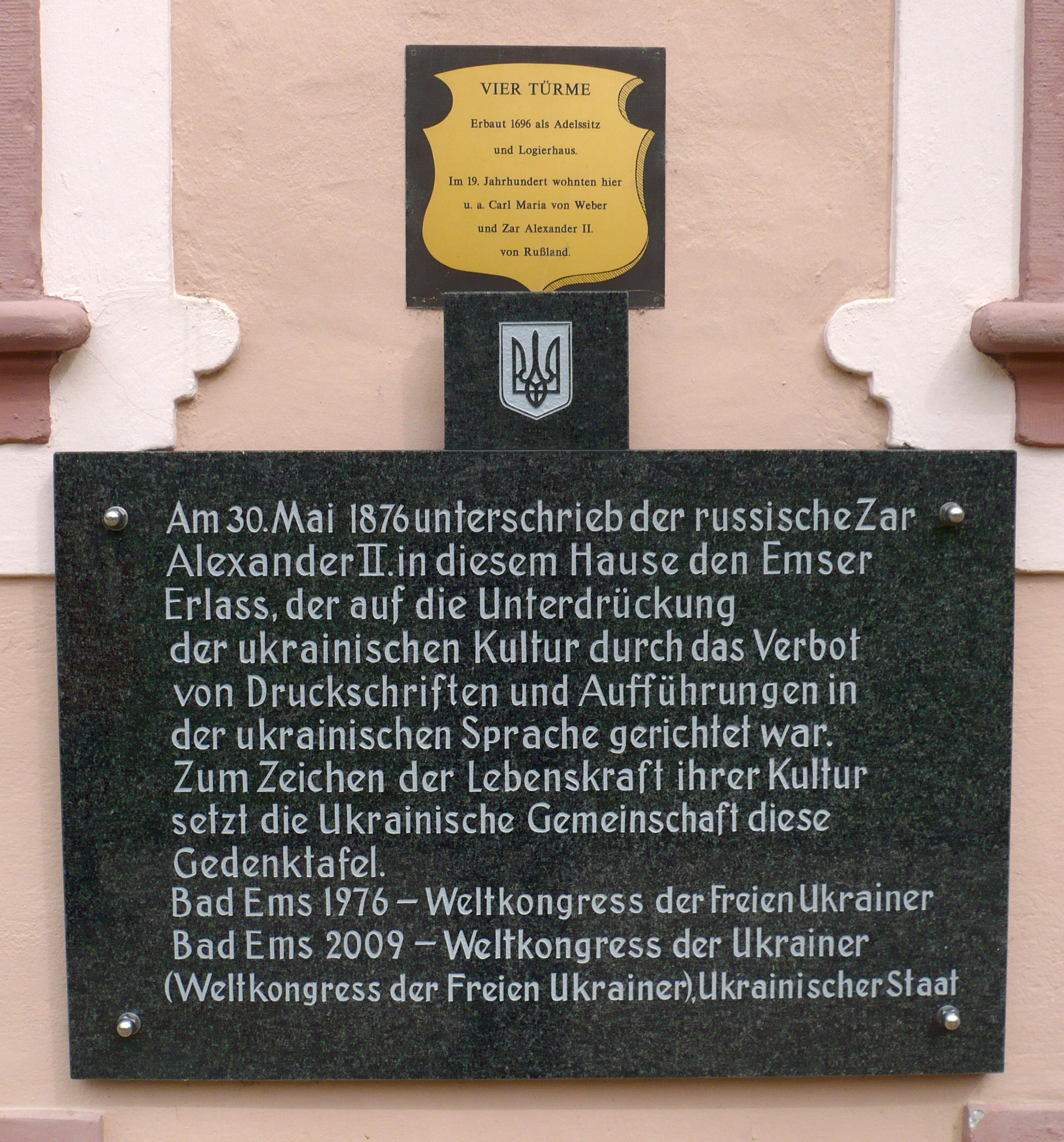
Gedenktafel am Haus „Vier Türme“ zur Erinnerung an den Emser Erlass

### Römische Zeit
Zur Römerzeit befanden sich im heutigen Innenstadtbereich zwei römische Militärlager, das Kastell Ems und das Kleinkastell „Auf der Schanz“, von denen nichts mehr erhalten ist. Dort waren Auxiliartruppen zum Schutz des Obergermanisch-Raetischen Limes stationiert. In unmittelbarer Nähe des Kleinkastells befand sich eine römische Ziegelei. Der Limes querte im Stadtgebiet im Bereich der Grabenstraße, unmittelbar östlich des Kurhauses, die Lahn, womit in der traditionellen Einteilung die zweite Teilstrecke des Obergermanisch-Rätischen Limes im Taunus beginnt. In den Wäldern um die Stadt befinden sich noch sehr deutliche Spuren der ehemaligen römischen Grenzanlage, darunter eine der frühesten Turmrekonstruktionen auf dem Wintersberg. Funde aus dem Kastell sowie dem Kastellbad zeigt das Museum Bad Ems.
Das Emser Gebiet stand aber vermutlich schon vor der Errichtung des Limes im Fokus der Römer. Jüngere Befunde wiesen das neronische Militärlager auf dem „Ehrlich“ und ein weiteres auf dem „Blöskopf“ nach. Auf dem „Blöskopf“ liegen zudem Anzeichen für eine römerzeitliche Ausbeutung der dortigen Silberlagerstätten vor. Grabungen beim modernen Thermalbad im Innenstadtbereich haben 2019 weitere Siedlungsbefunde ans Licht gebracht, die möglicherweise ebenfalls aus dem ersten Jahrhundert stammen.

### Mittelalter
Das Dorf Ems ist vermutlich eine fränkische Gründung aus dem 6. Jahrhundert n. Chr. Im Jahr 880 wurde es erstmals urkundlich erwähnt. Im Mittelalter und in der frühen Neuzeit entwickelte es sich am Unterlauf des Emsbachs als ländliche Siedlung, zu der auch viele Weingärten gehörten. Im Jahre 1324 erteilte König Ludwig der Bayer die Stadtrechte. Östlich des Dorfes, am Austritt der Thermalquellen, entstand vermutlich seit dem 14. Jahrhundert das Emser Bad, das ab 1352 als das „warm bayt by Eumetze“ belegt ist. Graf Johann von Nassau-Hadamar verfügte 1361 in der Wittumsbeschreibung zugunsten seiner Ehefrau Elisabeth von Waldeck u. a. „unnser Badt zu Embs“. 1382 stand ein „Thurne ubir dem bade“. 1474 und 1479 erfolgten weitere umfangreiche Baumaßnahmen der beiden Landesherren, der Grafen von Nassau und der Grafen von Katzenelnbogen, auf dem Bad. Auch eine Kapelle wurde errichtet. Bad Ems gehörte bereits im Spätmittelalter zu den überregional bedeutenden Bädern, die zum Beispiel von den Erzbischöfen von Trier und Mainz sowie von den Landesherren aufgesucht wurden. Die Badegebäude standen im Bereich des späteren Kurhauses (heute Häcker’s Grand Hotel). Auch die erste gedruckte Badeschrift in deutscher Sprache, Hans Folz’ Puchlein von allen paden (um 1480), erwähnt bereits Ems.

### Neuzeit
Im 17./18. Jahrhundert galt Ems als einer der berühmtesten Badeorte Deutschlands. Er stand zu dieser Zeit unter der gemeinschaftlichen Herrschaft von Oranien-Nassau und Hessen-Darmstadt. In dieser Zeit entstanden wichtige Bauwerke, vor allem 1709 bis um 1725 das Fürstlich Oranien-Nassauische Badehaus, das mit der wohl ältesten Brunnenhalle Deutschlands noch heute im Ostteil des Kurhauses (Häcker's Grandhotel) erhalten ist, die katholische Kapelle Maria Königin (1661 auf damals kurmainzischem Gebiet erbaut), das Mainzer Haus (1696 ebenfalls auf kurmainzischem Gebiet) und das Haus Vier Türme (1696). Im Mainzer Haus auf der linken Lahnseite (Spieß-Ems) tagte 1786 der Emser Kongress der Deputierten der geistlichen Kurfürsten und verabschiedete die Emser Punktation. Seit 1806 war Ems ein Teil des Herzogtums Nassau. 1822 wurden Ort und Bad zu einer Gemeinde vereinigt. 1863 wurde Ems Stadt. Das Herzogtum Nassau wurde 1866 von Preußen annektiert und gehörte verwaltungsmäßig zum Amt Nassau im Unterlahnkreis im Regierungsbezirk Wiesbaden. Als Eingangsgericht wurde das Amtsgericht Ems eingerichtet.
Seine Glanzzeit erlebte der Ort im 19. Jahrhundert als „Weltbad“ und Sommerresidenz zahlreicher europäischer Monarchen und Künstler, unter anderem Kaiser Wilhelm I., die Zaren Nikolaus I. und Alexander II. von Russland, Richard Wagner, Wassili Wereschtschagin und Fjodor Michailowitsch Dostojewski.
Die Veröffentlichung der Emser Depesche trug zum Ausbruch des Deutsch-Französischen Krieges 1870/71 bei, der zur deutschen Reichsgründung führte. Des Weiteren unterzeichnete Zar Alexander II. im Jahre 1876 im Haus Vier Türme den Emser Erlass, der die Verbreitung von literarischem Schrifttum in ukrainischer Sprache unter Strafe stellte. Eine Gedenkinschrift an besagter Stätte erinnert an das historische Ereignis. Seit 1913 trägt der Ort den offiziellen Zusatz Bad.
Die Geschichte als einer der großen europäischen Kurorte des 19. Jahrhunderts prägt bis heute das Stadtbild. An das historische Kurviertel mit eindrucksvoller und gut erhaltener Kurarchitektur schließen sich ehemalige Hotels und Logierhäuser sowie Villenviertel an. Bauten wie die Russische Kirche und die Malbergbahn gehören ebenfalls dazu. Eingebettet ist die Stadt in eine malerische Landschaft, die früh durch Promenaden und Spazierwege zu Aussichtspunkten erschlossen wurde, die teilweise bis heute erhalten sind.
Das 20. Jahrhundert brachte mit den beiden Weltkriegen und den Besatzungszeiten tiefgreifende Veränderungen. An das Schicksal der während der Zeit des Nationalsozialismus ermordeten Juden erinnern zahlreiche Stolpersteine. Seit den 1950er Jahren veränderte sich der Kurbetrieb hin zur „Sozialkur“. Im Jahre 1947 wurde in Bad Ems das Statistische Landesamt für Rheinland-Pfalz angesiedelt, und im Zuge der Gebietsreform von 1969 wurde die Stadt Verwaltungssitz des neu gebildeten Rhein-Lahn-Kreises und 1972 der Verbandsgemeinde Bad Ems.
Zusammen mit zehn anderen Kurorten Europas, den Bedeutenden Kurstädten Europas, wurde Bad Ems 2021 in die Liste des UNESCO-Welterbes aufgenommen. Die positive Entscheidung über die Aufnahme erfolgte am 24. Juli 2021.

### Bergbau
Im 19. und 20. Jahrhundert war der heutige Kurort auch durch bedeutenden Erzbergbau geprägt. Der Schwerpunkt der Förderung lag auf den Metallen Blei, Silber, Zink und Kupfer. In römischer Zeit gab es vielleicht schon Erzgewinnung im Tagebau, von dem heute noch zahlreiche Pingen am Blöskopf zeugen. Im Mittelalter ging man zum Untertageabbau mit Stollen und Schächten über. Erstmals urkundlich erwähnt ist der Bergbau in einer Urkunde aus dem Jahr 1158, jedoch war der Abbau im Spätmittelalter unterbrochen. Für den Zeitraum von 1595 bis 1605 ist ein Eisenwerk im Ort nachgewiesen, das Nassau-Oranien gegenüber abgabepflichtig war.
Im 18. Jahrhundert wurde er wieder aufgenommen. Das Zeitalter der Industrialisierung führte zu einem umfangreichen Ausbau des Betriebes, der ab 1871 als Emser Blei- und Silberwerk AG firmierte. 1909 wurde das Unternehmen von der späteren Stolberger Zink AG übernommen und bis zum kriegsbedingten Ende 1945 (am 19. März Ausfall des öffentl. Stromnetzes durch Bombardierung, dadurch Ausfall der Pumpen in den Gruben: Volllaufen / Absaufen der Gruben mit Grundwasser) als Bergwerk weitergeführt. Nach dem Zweiten Weltkrieg kam es nicht zur Wiederaufnahme der Förderung. Bis 1959 wurden in der Zentralaufbereitung Silberau noch Haldenbestände sowie Fremderz geschieden. Auf der linken Lahnseite befanden sich die Gruben Malberg und Bergmannstrost (Lindenbach), rechts der Lahn die Gruben Neuhoffnung, Fahnenberg, Pfingstwiese (von dort stammen die „Emser Tönnchen“) und der Betriebspunkt Tollgraben. Letztere wurden auch zur Grube Mercur zusammengefasst. Zum Unternehmen gehörte unter anderem auch die Arzbacher Grube Silberkaute sowie die Braubacher Grube Rosenberg mit dem Betriebspunkt Königsstiel, die ihren Betrieb als letzte Grube auf dem Emser Gangzug 1963 einstellte. Spuren der Bergbauindustrie befinden sich noch in Form alter Bahndämme, Halden und öffentlich nicht zugänglicher Stolleneingänge im Ortsteil Emser Hütte im Emsbachtal, dem 1905 fertiggestellten ehemaligen Elektrizitätswerk in der Lindenbach, dessen neogotische Backsteinfassade heute einen Supermarkt beherbergt, sowie in der weiteren Umgebung in Form der Bleisand-Abraumhalde Sandberg und dem Industriedenkmal Nieverner Hütte, in den Nachbargemeinden Nievern bzw. Fachbach gelegen. Mit dem ca. 5 km entfernt gelegenen, heute zu Lahnstein gehörigen Friedrichssegen befindet sich ein weiterer ehemaliger Bergbauort im unteren Lahntal.

### Bevölkerungsstatistik
Die Entwicklung der Einwohnerzahl von Bad Ems, die Werte von 1871 bis 1987 beruhen auf Volkszählungen:
| Bad Ems: Einwohnerzahlen von 1815 bis 2023 | Bad Ems: Einwohnerzahlen von 1815 bis 2023 | Bad Ems: Einwohnerzahlen von 1815 bis 2023 | Bad Ems: Einwohnerzahlen von 1815 bis 2023 | Bad Ems: Einwohnerzahlen von 1815 bis 2023 |
| ------------------------------------------ | ------------------------------------------ | ------------------------------------------ | ------------------------------------------ | ------------------------------------------ |
| Jahr                                       |                                            |                                            |                                            | Einwohner                                  |
| 1815                                       | 1815                                       |                                            | 912                                        | 912                                        |
| 1835                                       | 1835                                       |                                            | 2.551                                      | 2.551                                      |
| 1871                                       | 1871                                       |                                            | 5.464                                      | 5.464                                      |
| 1905                                       | 1905                                       |                                            | 6.791                                      | 6.791                                      |
| 1939                                       | 1939                                       |                                            | 7.726                                      | 7.726                                      |
| 1950                                       | 1950                                       |                                            | 9.308                                      | 9.308                                      |
| 1961                                       | 1961                                       |                                            | 9.700                                      | 9.700                                      |
| 1970                                       | 1970                                       |                                            | 9.917                                      | 9.917                                      |
| 1987                                       | 1987                                       |                                            | 9.097                                      | 9.097                                      |
| 2005                                       | 2005                                       |                                            | 9.363                                      | 9.363                                      |
| 2008                                       | 2008                                       |                                            | 9.216                                      | 9.216                                      |
| 2009                                       | 2009                                       |                                            | 9.179                                      | 9.179                                      |
| 2010                                       | 2010                                       |                                            | 9.055                                      | 9.055                                      |
| 2011                                       | 2011                                       |                                            | 8.978                                      | 8.978                                      |
| 2012                                       | 2012                                       |                                            | 9.023                                      | 9.023                                      |
| 2013                                       | 2013                                       |                                            | 9.025                                      | 9.025                                      |
| 2014                                       | 2014                                       |                                            | 9.010                                      | 9.010                                      |
| 2015                                       | 2015                                       |                                            | 9.229                                      | 9.229                                      |
| 2017                                       | 2017                                       |                                            | 9.568                                      | 9.568                                      |
| 2023                                       | 2023                                       |                                            | 10.002                                     | 10.002                                     |
|                                            |                                            |                                            |                                            |                                            |

Die bisher höchste Einwohnerzahl erreichte Bad Ems im Jahr 1977 mit 10.332 Einwohnern.

### Konfessionsstatistik
Gemäß dem Zensus 2011 waren 37,9 % der Einwohner evangelisch, 30,6 %  römisch-katholisch und 31,6 % waren konfessionslos, gehörten einer anderen Glaubensgemeinschaft an oder machten keine Angabe. Der Anteil der Protestanten und Katholiken an der Gesamtbevölkerung ist seitdem jährlich um 2 Prozentpunkte gesunken. Ende September 2024 hatten 23,9 % der Einwohner die evangelische Konfession und 21,6 % die katholische. 54,5 % gehörten anderen Konfessionen oder Glaubensgemeinschaften an, waren ohne Angabe oder gemeinschaftslos.

## Religion
- Die römisch-katholische Pfarrei St. Martin (siehe auch das Stadtwappen) Bad Ems gehört zum Pastoralen Raum Bad Ems im Bezirk Rhein-Lahn des Bistums Limburg.
- Evangelische Kirchengemeinden: Evangelische Kirche in Hessen und Nassau
- Die Russisch-Orthodoxe Kirche gehört zur Russisch-Orthodoxen Diözese des orthodoxen Bischofs von Berlin und Deutschland.

## Politik
Die Stadt ist Sitz des Statistischen Landesamts Rheinland-Pfalz, einer Außenstelle des Landesbetriebs für Daten und Information und bis Ende der 1960er-Jahre Sitz des Oberbergamts für Rheinland-Pfalz. Seit 1969 ist Bad Ems Sitz der Kreisverwaltung des Rhein-Lahn-Kreises. Aufgrund einer Wahlfälschung erfolgte 2009 eine Wahlwiederholung.

### Stadtrat
Der Stadtrat in Bad Ems besteht aus 24 Ratsmitgliedern, die bei der Kommunalwahl am 9. Juni 2024 in einer personalisierten Verhältniswahl gewählt wurden, und dem ehrenamtlichen Stadtbürgermeister als Vorsitzendem.
Die Sitzverteilung im Stadtrat:
| Wahl | CDU | SPD | FWG a | UL BEN b | Grüne \| | FDP | Partei | Gesamt   |
| ---- | --- | --- | ----- | -------- | -------- | --- | ------ | -------- |
| 2024 | 9   | 5   | 3     | 3        | 2        | 2   | –      | 24 Sitze |
| 2019 | 7   | 6   | 4     | –        | 3        | 3   | 1      | 24 Sitze |
| 2014 | 7   | 11  | 5     | –        | 1        | –   | –      | 24 Sitze |
| 2009 | 7   | 8   | 6     | –        | 2        | 1   | –      | 24 Sitze |
| 2004 | 12  | 6   | 3     | –        | 2        | 1   | –      | 24 Sitze |

### Bürgermeister
Stadtbürgermeister von Bad Ems ist Oliver Krügel. Mit Frank Ackermann (SPD), Oliver Krügel (CDU), Markus Wieseler (FDP) und Michael Brüggemann (Die Partei) bewarben sich 2019 vier Kandidaten um dieses Amt. Im ersten Durchgang lag Krügel (CDU) mit 37,1 % vor Ackermann (SPD) mit 34,2 %. Darauf folgten Wieseler (FDP) mit 19,0 % sowie Brüggemann (Die Partei) mit 9,6 %. Da kein Bewerber mehr als die Hälfte der gültigen Stimmen erhalten hat, wurde eine Stichwahl zwischen Krügel und Ackermann erforderlich. In dieser Stichwahl am 16. Juni 2019 konnte sich Oliver Krügel (CDU) mit 63,0 % gegen Frank Ackermann mit 37,0 % durchsetzen. Er folgt damit auf den parteilosen Berny Abt, der nicht für eine weitere Amtszeit kandidiert hatte. Die Amtsübergabe fand am 19. August 2019 im Rahmen einer Stadtratssitzung statt. Bei der Direktwahl am 9. Juni 2024 wurde Krügel gegen zwei parteilose Kandidaten mit einem Stimmenanteil von 70,4 % für weitere fünf Jahre im Amt bestätigt. Die Wahlbeteiligung lag bei 50,4 %.
Unterstützt wird der Stadtbürgermeister in seiner Arbeit von drei ehrenamtlichen Beigeordneten.

### Wappen
| Wappen der Stadt Bad Ems | Blasonierung: „In Blau auf schreitendem silbernen (weißen) Pferd der hl. Martin in goldener (gelber) Rüstung und mit goldenem (gelbem) Helm, mit dem silbernen (weißen) Schwert den roten Mantel teilend; unten kauernd ein nackter Bettler; aus dem oberen Schildrand hervorbrechend eine strahlende halbe goldene (gelbe) Sonne, beiderseits je zwei sechsstrahlige goldene (gelbe) nach außen versetzte Sterne; im Oberwappen eine dreitürmige silberne (weiße) Mauerkrone.“ |
| Wappen der Stadt Bad Ems | Wappenbegründung: Das Wappen wurde 1908 vom preußischen König und deutschen Kaiser Wilhelm II. genehmigt. Es zeigt den Ortspatron der hiesigen Kirche. Er ist schon in älteren Gerichtssiegeln seit 1461 zu sehen; im 17. Jahrhundert wurden Sonne und Sterne hinzugefügt. Die Mauerkrone symbolisiert das 1863 verliehene Stadtrecht. |

### Banner
|  | 00Banner: „Das Banner ist blau-gelb-rot gespalten mit dem aufgelegten Wappen oberhalb der Mitte.“ |

### Städtepartnerschaften (Verbandsgemeinde Bad Ems)
- Droitwich Spa (England, Vereinigtes Königreich)
- Cosne-Cours-sur-Loire (Burgund, Frankreich)
- Blankenfelde-Mahlow (Brandenburg, Deutschland)
- Lubin (Polen)

## Kultur und Sehenswürdigkeiten

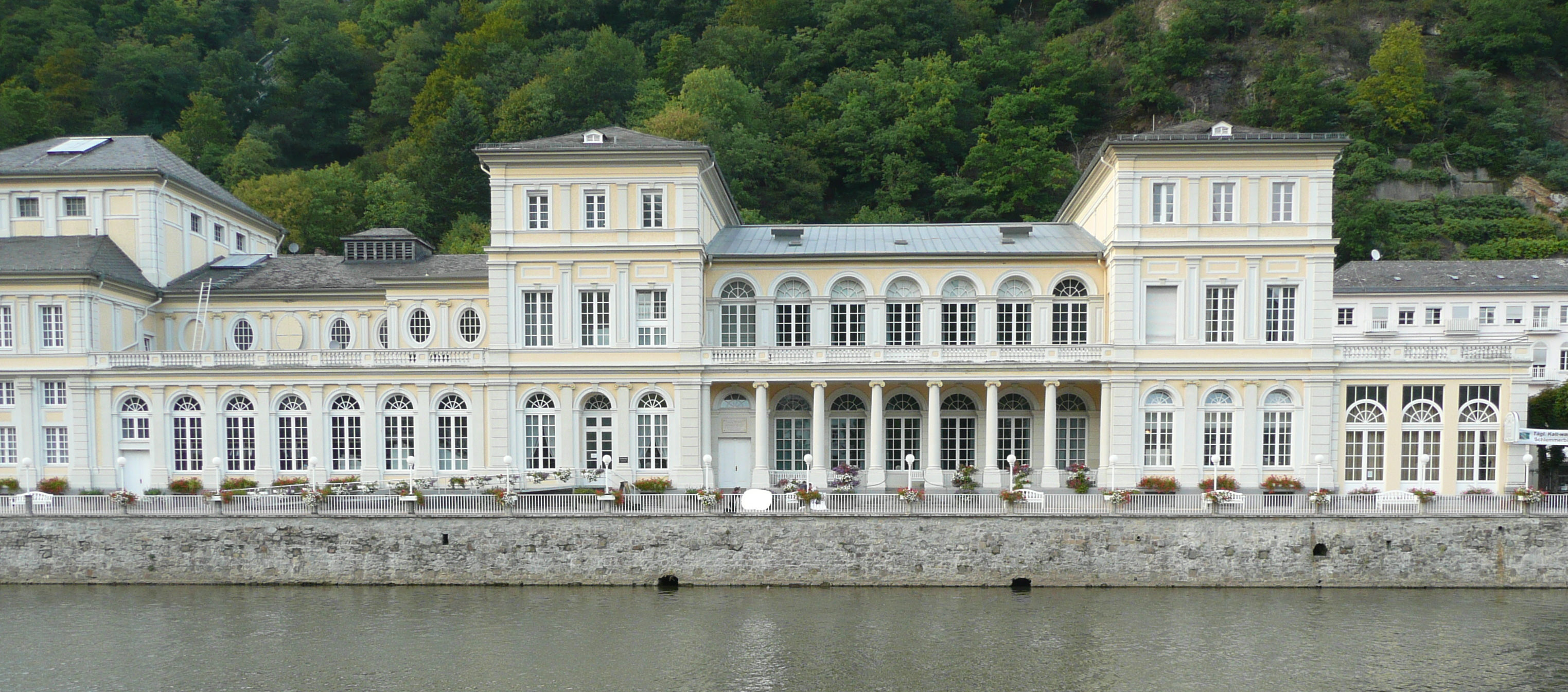
Kursaal

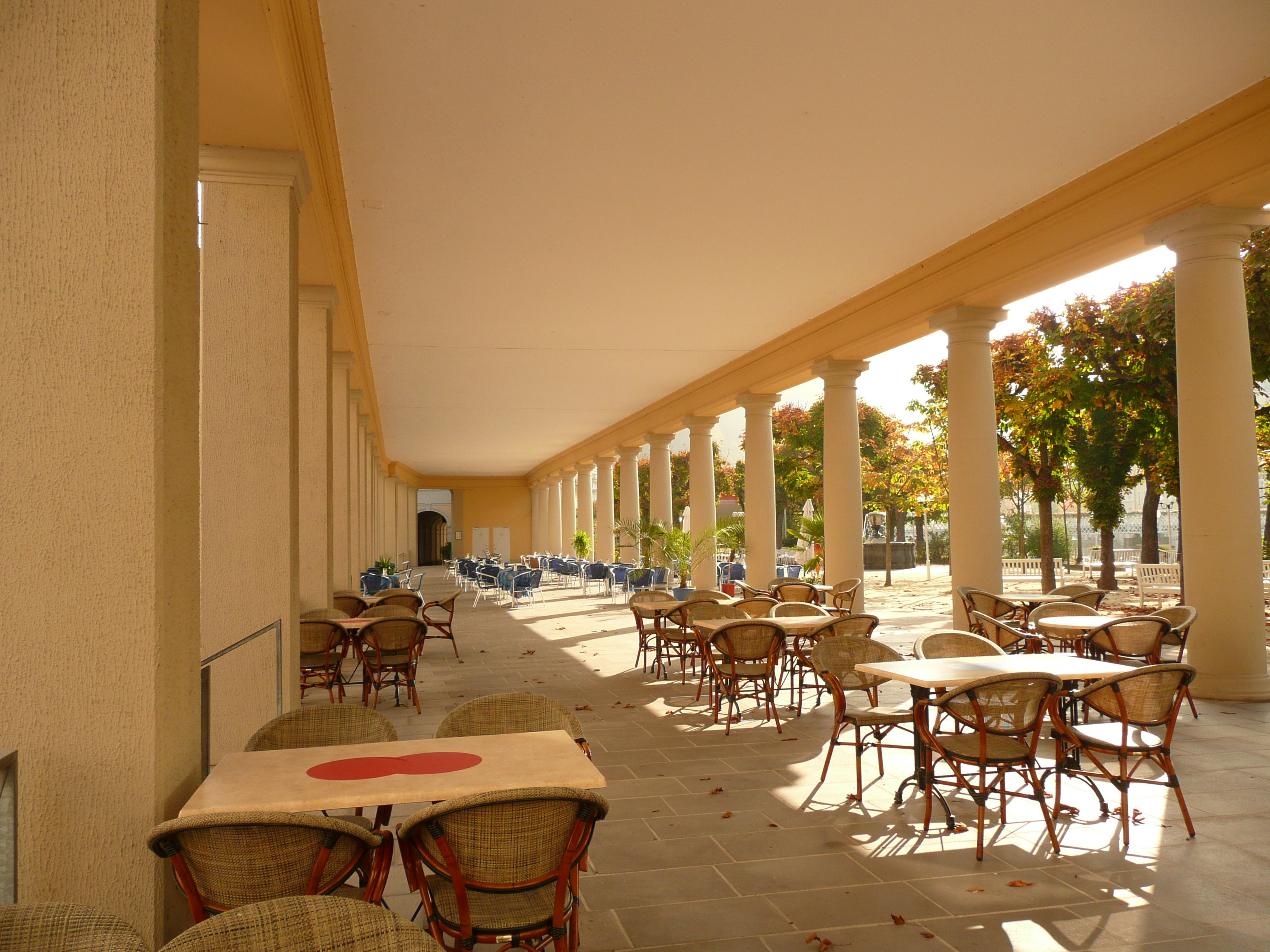
Kolonnaden

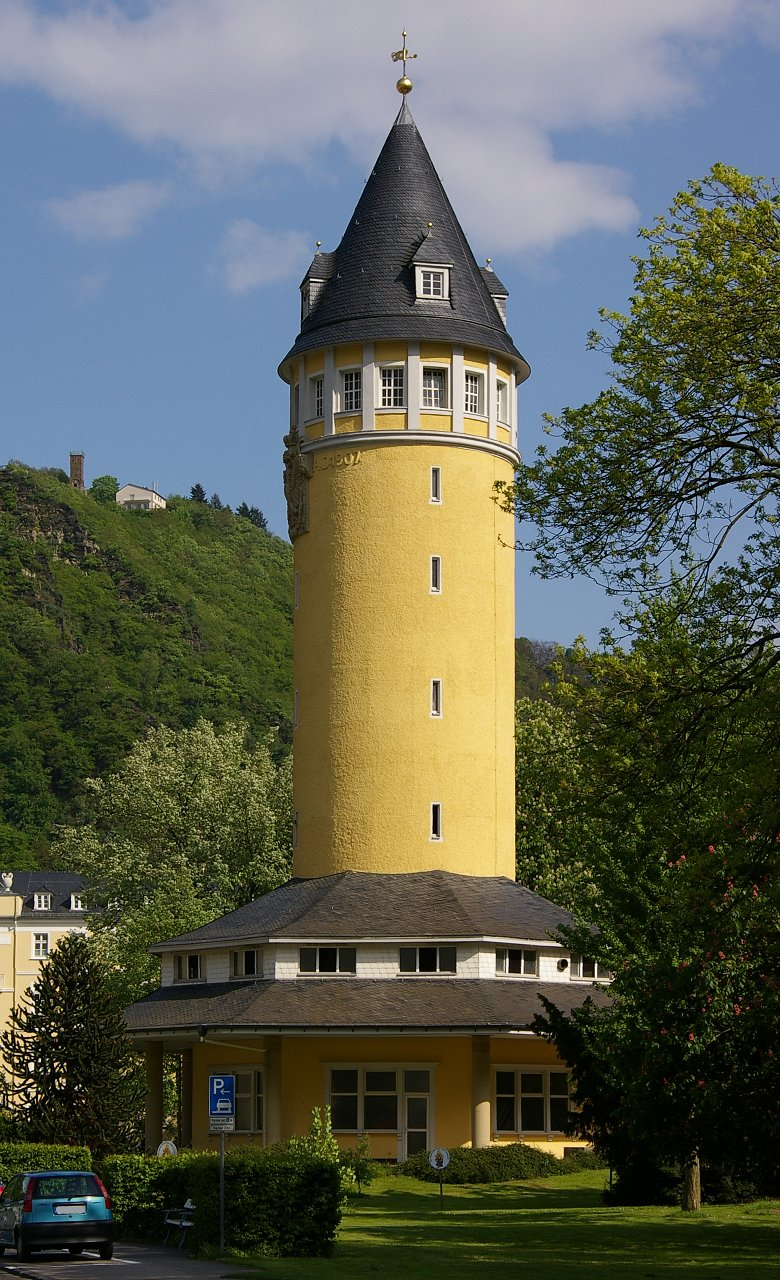
Quellenturm (von 1907)

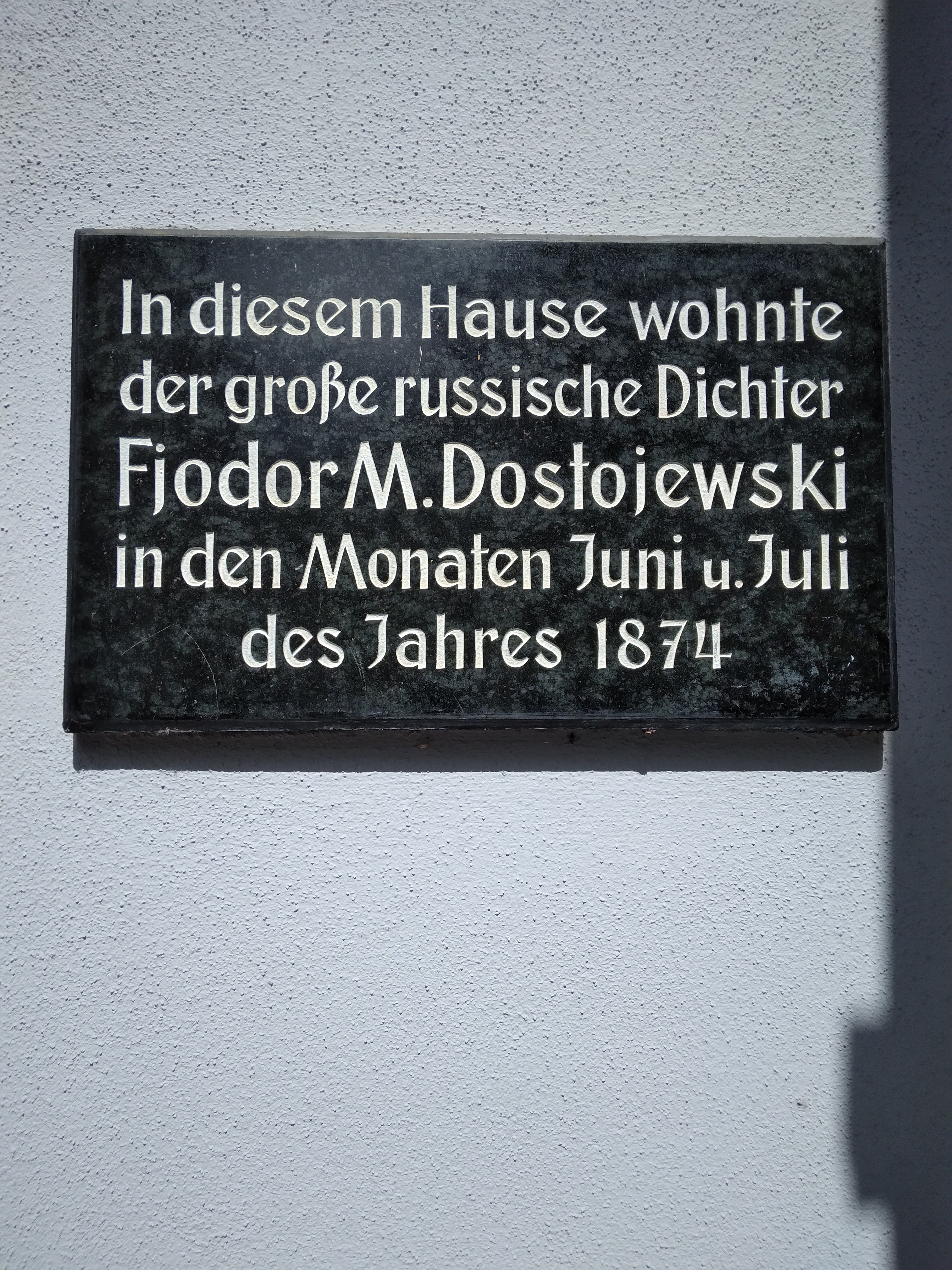
Gedenktafel am Haus Bahnhofstraße 8 in Bad Ems

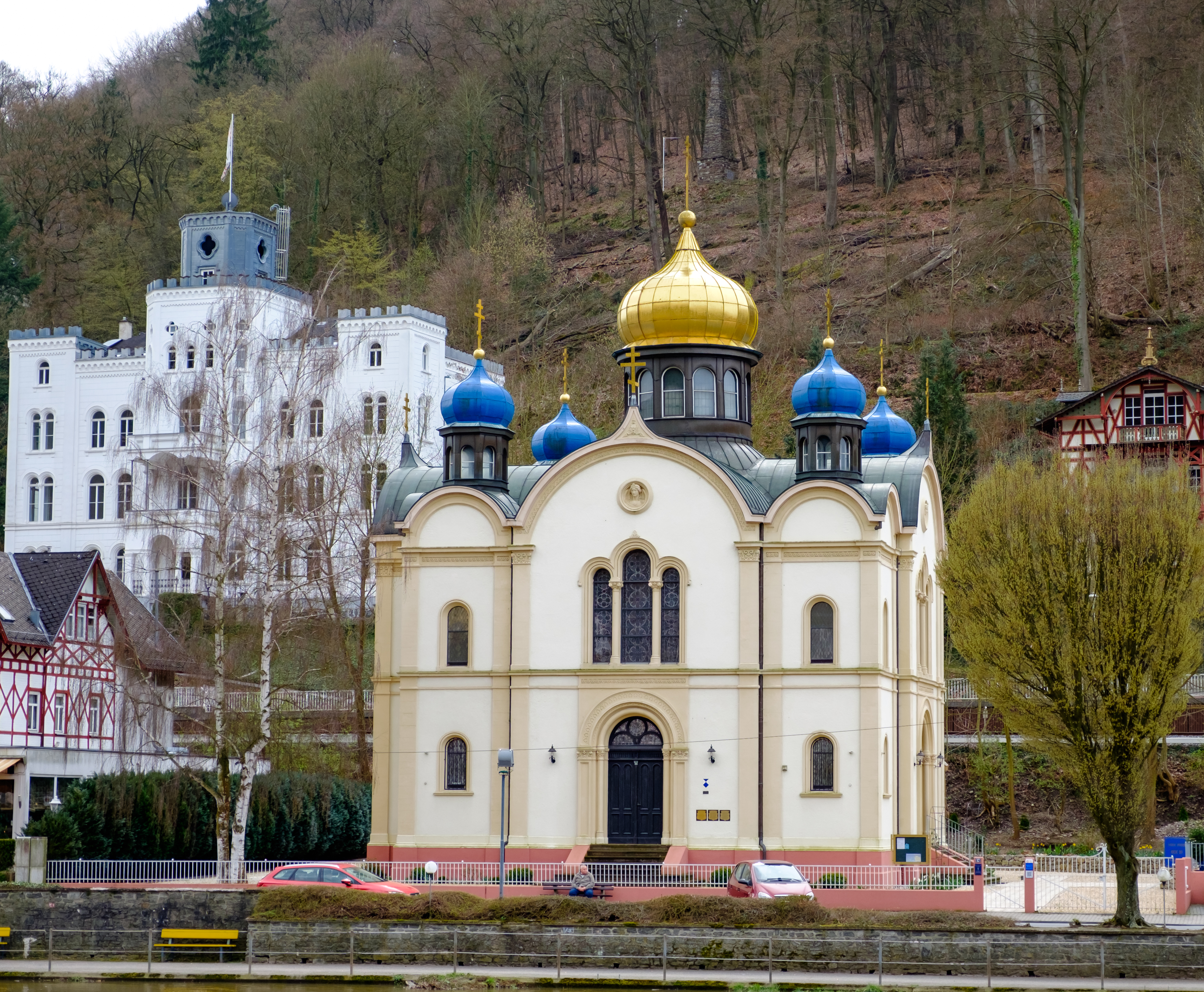
Russische Kirche (von 1876)

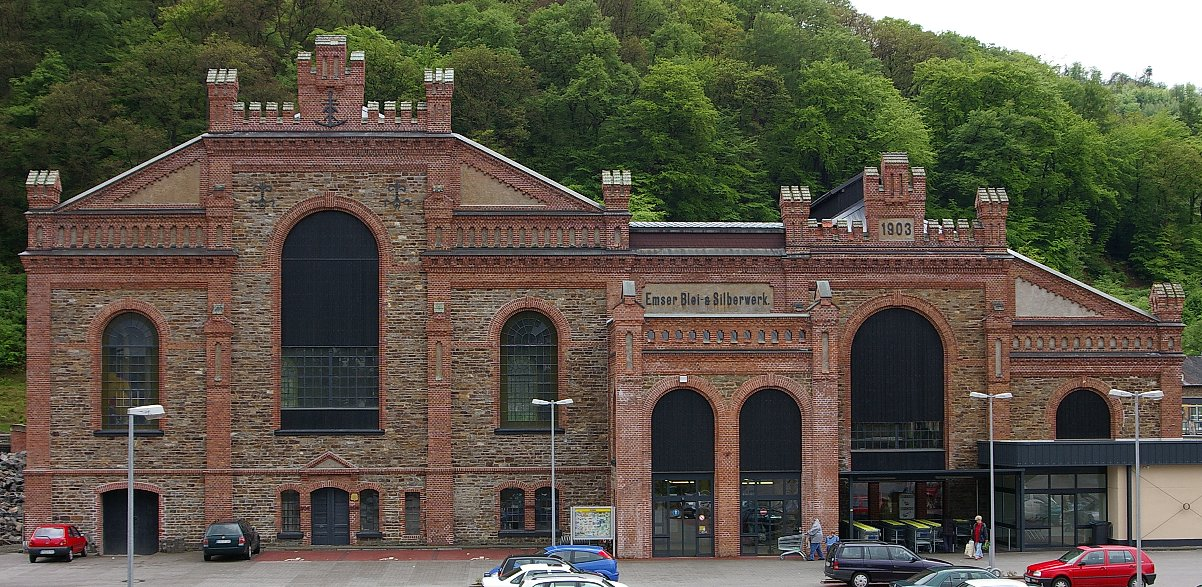
„Alte Zentrale“ – ehemaliges Kraftwerk der Emser Blei- & Silberwerks AG

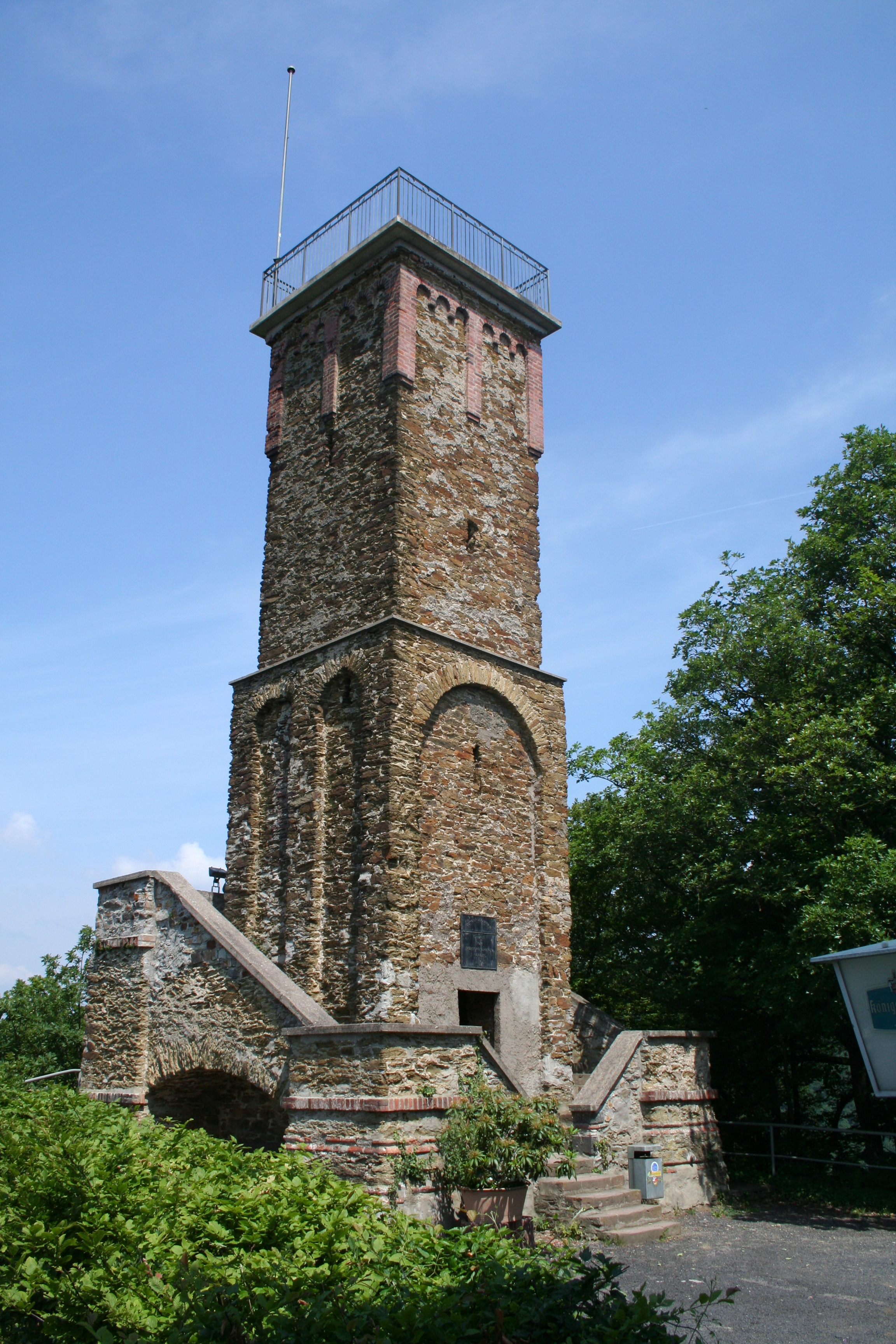
Concordiaturm

### Bauwerke
- Kurhaus mit Brunnenhalle, Kursaal mit Kurtheater, Marmorsaal, Spielbank. Es soll sich um eine der ältesten Spielbanken Deutschlands handeln. Betrieb 1720–1872 und ab 1987.[28]
- Barockes Badeschloss Karlsburg
- Malbergbahn
- Kurwaldbahn
- Evangelische Martinskirche (ursprüngl. romanische Basilika, im 18. Jahrhundert restauriert)
- Evangelische Kaiser-Wilhelm-Kirche (neuromanisch)
- Russisch-Orthodoxe Kirche, Kreuzkuppelkirche mit vergoldeter Zentralkuppel und vier Nebenkuppen, 1876 eingeweiht
- Katholische St.-Martins-Kirche, (neugotische dreischiffige Hallenkirche, gebaut 1866 bis 1882), darin: Sandtner-Orgel aus dem Jahr 1995 (III/42), neugotischer Hochaltar von 1880, ausgemalter Chor mit Bildern aus dem Leben des Heiligen Martin, Altar, Ambo und Osterleuchter von Gernot Rumpf
- Katholische Kirche Maria Königin, Saalkirche, 1661 errichtet, Schöler-Orgel von 1831
- Alte Zentrale von 1903 am Bahnhof Bad Ems-West (ehemaliges Elektrizitätswerk des Bergbaus)
- Stollenportale Neuhoffnung (Arzbacher Straße) und Stadtstollen (In den Bachgärten)
- Steigerhaus der ehemaligen Blei- und Silberhütte (jetzt Emser Bergbaumuseum)
- Quellenturm (erbaut 1907)
- Limeswachturm am Wintersberg, 1874 errichtete älteste ca. 8,5 m[29] hohe Rekonstruktion eines Limesturms
- Bismarckturm, nicht begehbare 12,5 m hohe Bismarcksäule von 1901 auf dem Klopp,[30] (Bismarckhöhe, Nähe Kliniken)
- Concordiaturm, ein 1861 errichteter 15,1 m[29] hoher Aussichtsturm auf der Bäderlei mit zwei Aussichtsplattformen auf 3,5 m und 14 m[29] Turmhöhe (Concordia-Höhe Richtung Kemmenau)
- Malbergturm, ein ca. 8,5 m[29] hoher steinerner Aussichtsturm auf dem Malberg nahe der Bergstation der stillgelegten Malbergbahn
- Kaiser Wilhelm Denkmal (Kurpark), 1892 von dem Berliner Bildhauer Paul Otto
- Das spätklassizistische Künstlerhaus Schloss Balmoral gehört zu den zahlreichen sehenswerten Villen in Bad Ems. Es wurde 1867/68 erbaut. Heute wird es von der Stiftung Rheinland-Pfalz für Kultur genutzt.[31]
- Bahnhofsgebäude (aus dem 19. Jahrhundert; Architekt: Heinrich Velde), kleinste Bahnhofshalle Deutschlands.
- Glockenspiel am alten Rathaus (spielt täglich um 11:00, 15:00 und 17:00 Uhr)

### Theater
- Kurtheater und Marmorsaal
- Kabarett CasaBlanca

Politisches und anderes Kabarett veranstaltet das Kabarett CasaBlanca (ehemals Kellertheater CasaBlanca) ganzjährig im Theater im Badhaus (ca. 180 Plätze) in der Römerstraße 41a. Besondere Highlights sind die lange CasaBlanca Kabarettnacht und der Kabarettpreis Emser Pastillchen für zwei Stimmbänder.

### Museen
- Museum Bad Ems (früher: Kur- und Stadtmuseum)[32]
- Emser Bergbaumuseum[33] (seit 2023 wegen Renovierung geschlossen)
- Beatles-Museum Bad Ems, Römerstraße

### Heilquellen
- Emser Kränchen
- Kesselbrunnen
- Kaiserbrunnen
- Römerquelle
- Robert-Kampe-Sprudel
- Bohrung 3 (Haustrunk)
- Neuquellen
- Fürstenbrunnen

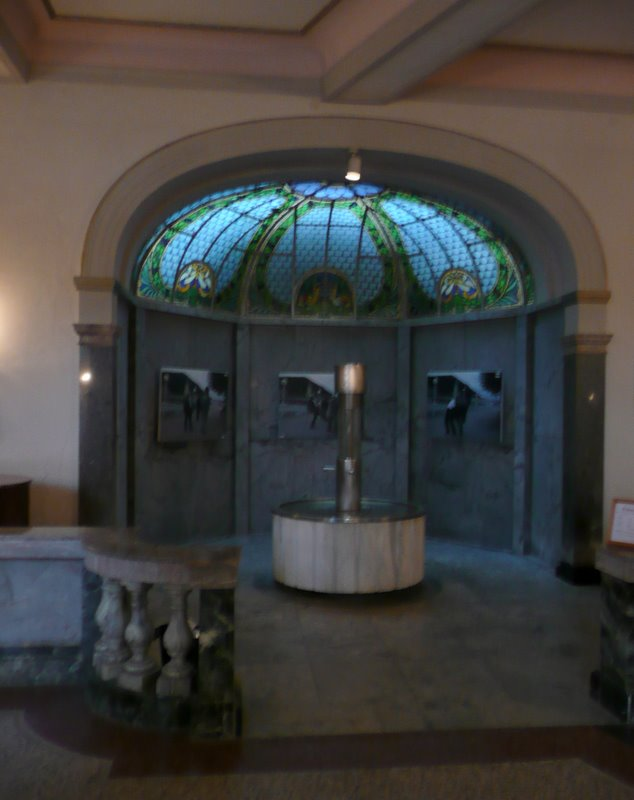
Emser Kränchen in der Brunnenhalle

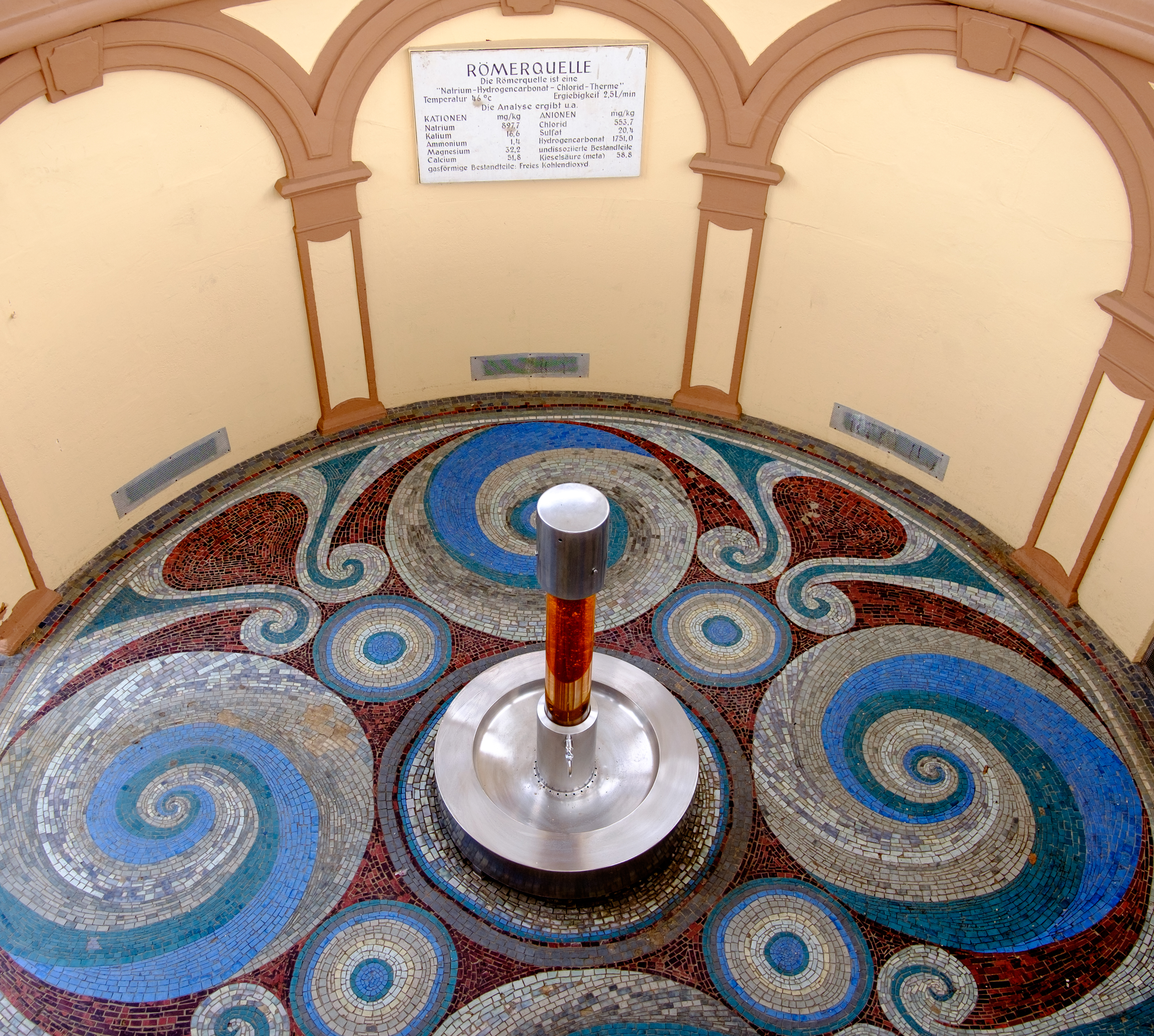
Römerquelle

- König Wilhelm’s Felsen-Quelle und weitere

Die Heilquellen des Staatsbades Bad Ems sind vorwiegend fluoridhaltige Natriumhydrogencarbonat-Thermalsäuerlinge. Es werden Wassertemperaturen von bis zu 57 °C erreicht. Das Heilwasser wird für Trink- und Badekuren sowie zur Herstellung der Emser Pastillen genutzt.

### Bekannte Kurgäste
- Schriftsteller und Dichter Johann Wolfgang von Goethe (1774)
- Theologe und Philosoph Johann Caspar Lavater (1774)
- Kronprinz Friedrich Wilhelm von Preußen (1819 und 1825)
- Komponist Carl Maria von Weber (1825)
- Alexandra Fjodorowna (Gemahlin von Nikolaus I. und Schwester von Wilhelm I.) (zwischen 1828 und 1859)
- Hofprediger Albert Heym 1837, Seelsorger der vier letzten preußischen Könige[34][35]
- Justizrat Heinrich Marx 1837,  Vater von Karl Marx[36]
- William Ewart Gladstone (später britischer Premierminister) (1838)
- Zar Alexander II. (zwischen 1838 und 1876), siehe Emser Erlass
- König Ludwig I. von Bayern (1840)
- Schriftstellerin Bettina von Arnim (1842)
- Russische Schriftsteller Nikolai Wassiljewitsch Gogol (1843 und 1847)
- Schriftsteller Iwan Turgenjew (1845)
- Sängerin („Die schwedische Nachtigall“) Jenny Lind (zwischen 1849 und 1855)
- Maler Eugène Delacroix (1850)
- Preußischer General Wilhelm von Scharnhorst († 13. Juni 1854 in Bad Ems)
- Britischer Admiral und Polarforscher Sir William Edward Parry, († 8. Juli 1855 in Bad Ems)
- Komponistin und Pianistin Clara Schumann (1855)
- Operettenkomponist und Kapellmeister Jacques Offenbach (zwischen 1858 und 1870)
- Publizist und Politiker Ferdinand Lassalle (1864)
- Komponist und Violinist Charles de Beriot (zwischen 1865 und 1863)
- Schriftsteller Victor Hugo (1865)
- König Wilhelm I. (13. Juli 1870). Siehe Emser Depesche.
- Fjodor Michailowitsch Dostojewski kurte hier vier Sommer lang (1874, 1875, 1876 und 1879) jeweils mehrere Wochen.
- König Karl I. von Württemberg  (1875 und 1876)
- König Leopold II. von Belgien (1876 und 1905)
- Richard Wagner (Sommer 1877)
- König Albert von Sachsen (1881 und 1889)
- König Oskar II. von Schweden und Norwegen (1881 und 1894)
- Kronprinz Friedrich, später Kaiser Friedrich III. (1887)
- F. von Bodelschwingh, Theologe (1893)
- Paul Heyse, Literatur-Nobelpreisträger 1910 (1896 und 1897)
- Ilja Ehrenburg, Schriftsteller (1900)[37]
- Der russische Komponist Nicolai Rimskij-Korssakow
- Wassili Wereschtschagin[38]

### Regelmäßige Veranstaltungen
- Bartholomäusmarkt
- Chor- und Orgelkonzerte in der kath. Kirche St. Martin (Internationale Orgelkonzerte Bad Ems)
- Donnerstagskonzerte des DuoW im Marmorsaal
- Weltklassik am Klavier
- Bad Emser Mineralien- und Fossilientage
- Marmorsaalkonzert im Frühjahr des Goethe-Gymnasiums

### Sehenswürdigkeiten in der Umgebung
- Burg Lahneck
- Marksburg
- Schloss Stolzenfels
- Festung Ehrenbreitstein

## Wirtschaft

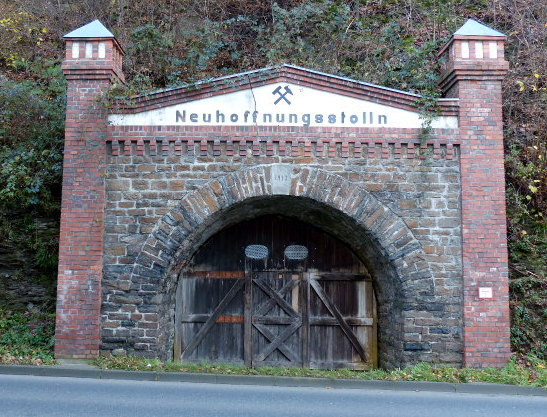
Eingang zu einem Stollen in der Arzbacher Straße, Bad Ems

Als Thermalheilbad lebt Bad Ems zu einem Großteil vom Kurbetrieb. Trotz struktureller Veränderungen des klassischen Bäderwesens in den 1990er Jahren, verbunden mit weniger bewilligten kurorttherapeutischen Maßnahmen und rückläufigen Besucherzahlen bis 2005, gewinnt der Gesundheitstourismus aufgrund des demographischen Wandels wieder zunehmend an Bedeutung. Weitere Impulse für den Tourismus werden von der Bewerbung als UNESCO-Welterbe erwartet; Bad Ems ist Mitglied der Zweckgemeinschaft Great Spas of Europe.
Bad Ems hat eine vielseitige, wenngleich bedingt durch die Ausrichtung auf den Kurbetrieb im Vergleich mit ähnlichen Orten begrenzte Industrie (u. a. Medizin- und Elektrotechnik, Fremdenverkehr). Bis März 1945 war in Bad Ems der Erz-Bergbau ein wichtiger Arbeitgeber, die Zentralaufbereitung Silberau war darüber hinaus bis 1959 in Betrieb. Architektonische Zeugnisse findet man in der Stadt verteilt. Bads Ems war  Standort der chemischen Fabrik J. E. Stroschein, die unter anderem die Lebertran-Emulsion Ossin und das Medikament Uricedin herstellte. Mit dem pharmazeutischen Unternehmen Sidroga der spanischen Firma Uriach werden Produkte auf natürlicher Basis aus Bad Ems vertrieben.

### Garnison
Von Mitte Oktober 1958 an war die Schule für das Nachrichtenwesen der Bundeswehr in der ehemaligen Gendarmeriekaserne an der Alten Kemmenauer Straße im Ortsteil Auf'm Klopp beheimatet. Zum 31. Dezember 2002 wurde die Schule aufgelöst.

## Verkehr
Bad Ems ist auf der Straße, der Schiene und dem Wasserweg erreichbar:

### Straße

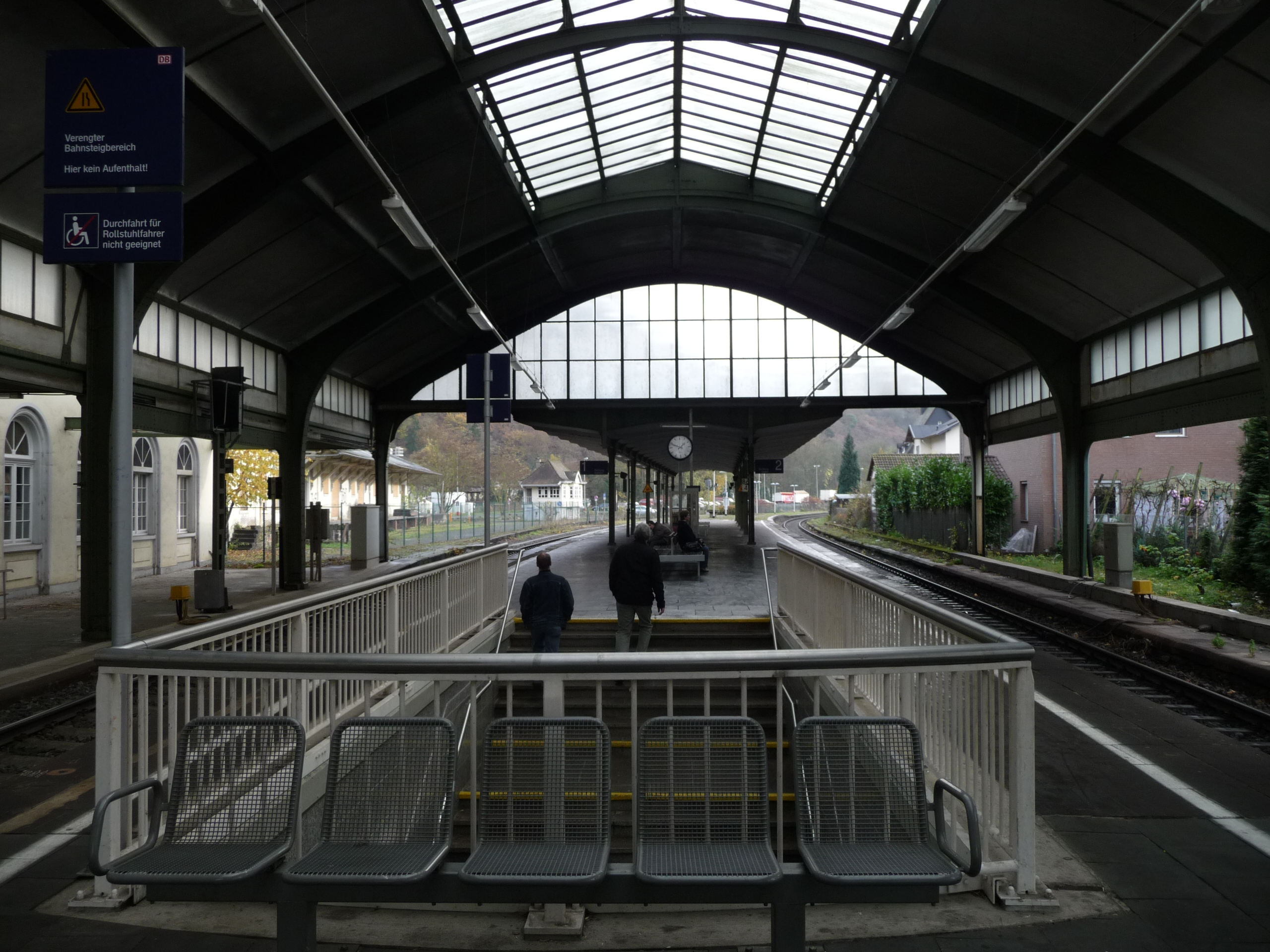
Bahnhof Bad Ems, Bahnhofshalle

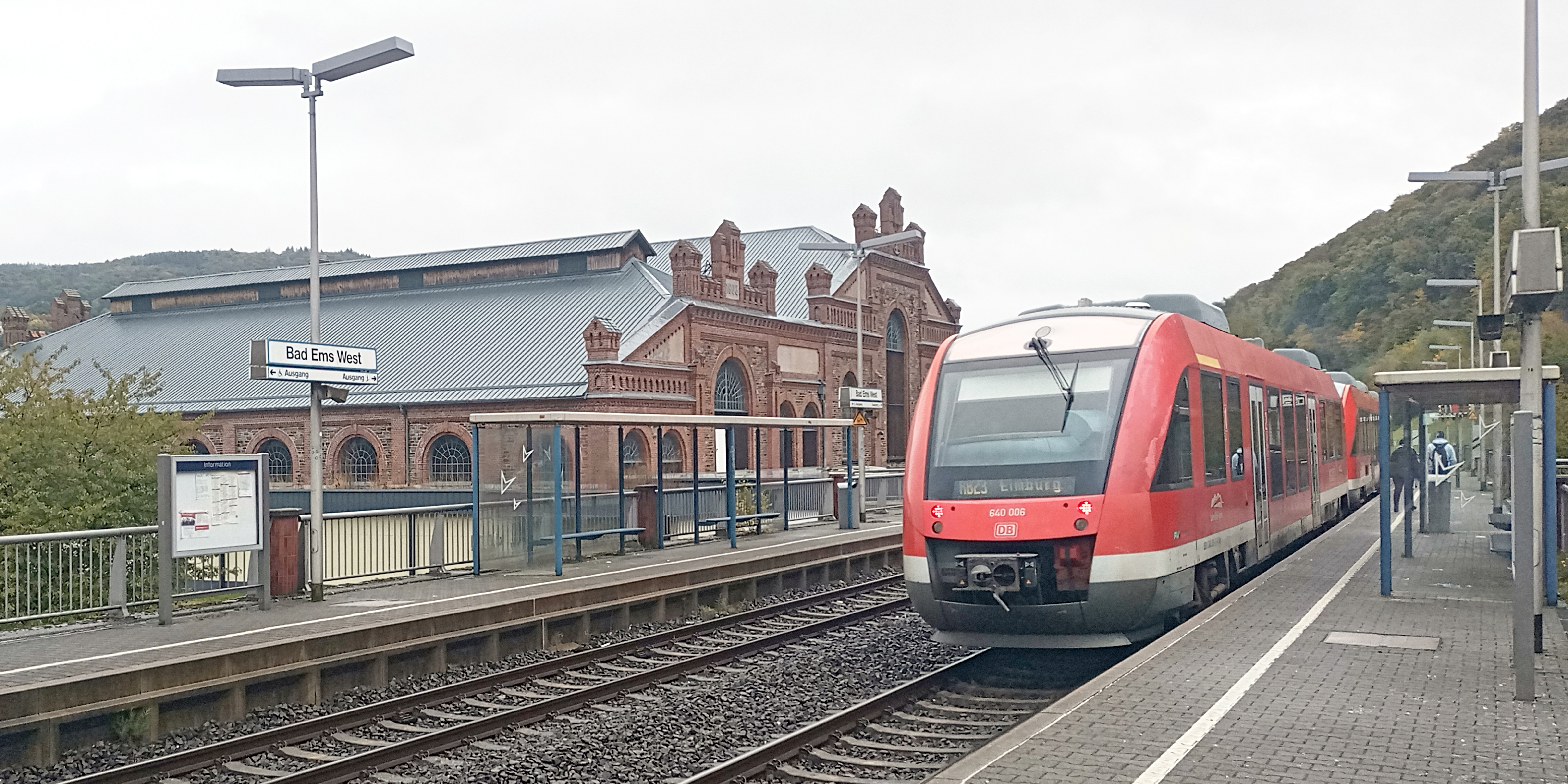
Haltepunkt Bad Ems West, Bahnsteige

Die durch die Stadt verlaufende B 260 (auch Bäderstraße genannt) folgt dem Lauf der Lahn von der Mündung bei Lahnstein und verlässt diese bei Nassau. Dort schließt sie an die B 417 in Richtung Limburg an und führt schließlich nach Wiesbaden. Seit November 2006 entlastet der 1,6 km lange Malbergtunnel als Teil der Umgehungsstraße Fachbach–Bad Ems die Innenstadt von Bad Ems. Überregional führen die Autobahnen A 3 (Anschlussstelle Montabaur) oder A 61 (Anschlussstelle Koblenz/Waldesch) nach Bad Ems.

### Schiene
Der Bahnhof Bad Ems und der Haltepunkt Bad Ems West liegen an der Lahntalbahn. An beiden Stationen verkehrt die Linie RB 23 (Limburg(Lahn)–Diez–Bad Ems–Koblenz–Andernach–Mendig–Mayen Ost) im Rheinland-Pfalz-Takt täglich etwa stündlich. Am Bahnhof Bad Ems hält zusätzlich der Regionalexpress RE25 (Gießen–Wetzlar–Limburg–Diez–Bad Ems–Koblenz Hbf) täglich im Zwei-Stunden-Takt. Beide Linien werden durch DB Regio betrieben. Es gilt der Tarif des Verkehrsverbundes Rhein Mosel VRM.
Die Bahnhofshalle von Bad Ems ist die kleinste der Deutschen Bahn.
Ferner gibt es die Kurwaldbahn. Die historische Malbergbahn ist seit 1979 außer Betrieb.

### Wasserweg
Die Stadt erstreckt sich an der Lahn von Kilometer 123 (Campingplatz Bad Ems) bis 127 (Schleusenkanal). Es gibt diverse Anlegemöglichkeiten, eine Krananlage, eine Bootstankstelle und einen Yachthafen.

### Radwanderwege
Durch Bad Ems führen:
- Der Deutsche Limes-Radweg folgt dem Obergermanisch-Raetischen Limes über 818 km von Bad Hönningen am Rhein nach Regensburg an der Donau.
- Der Lahnradweg ist 245 km lang und führt von der Lahnquelle am Lahnkopf bei Netphen im Siegerland bis zur Mündung der Lahn in den Rhein in Lahnstein.

### Wanderwege
- Der Weg HöhenLuft ist ein rund 11 km langer, zertifizierter Premiumweg.[43]
- Die Vier-Türme-Tour ist ein 16 km langer Rundwanderweg um Bad Ems, der über 616 Höhenmeter zu den vier Aussichtstürmen auf dem Wintersberg, dem Malberg, der Bismarckhöhe und dem Concordiaberg führt.[44]
- Die beiden Wanderwege Lahnhöhenweg und Lahnwanderweg sowie der Limeswanderweg führen durch Bad Ems.

## Freizeit- und Sportanlagen
- Ruderverein RV Bad Ems
- VfL Bad Ems (Fußball- und Rugbyabteilung)
- TV Bad Ems (u. a. Handball, Turnen, Leichtathletik, Volleyball)
- Tennisclub Blau-Weiß Bad Ems
- Sportstadion „Auf der Silberau“
- Emser Therme
- Diverse Fußballplätze, Sportanlagen und Sporthallen
- Golfanlage „Denzerheide“, einer der ältesten Golfplätze Deutschlands
- Reithalle
- Ausgedehnte Rad- und Wanderwege, Mountainbike-Trainingscamp
- Yachthafen
- Motorboot Club Bad Ems[45]
- Bekanntes Sportbootrevier „Unteres Lahntal“
- Emser Bikepark
- Judo-Club Bad Ems 1971 e. V.

## Persönlichkeiten

### Ehrenbürger
- 1895 Fürst Otto von Bismarck, (Alt-)Reichskanzler
- 1960 Adolf Bach, Germanist

### Söhne und Töchter der Stadt

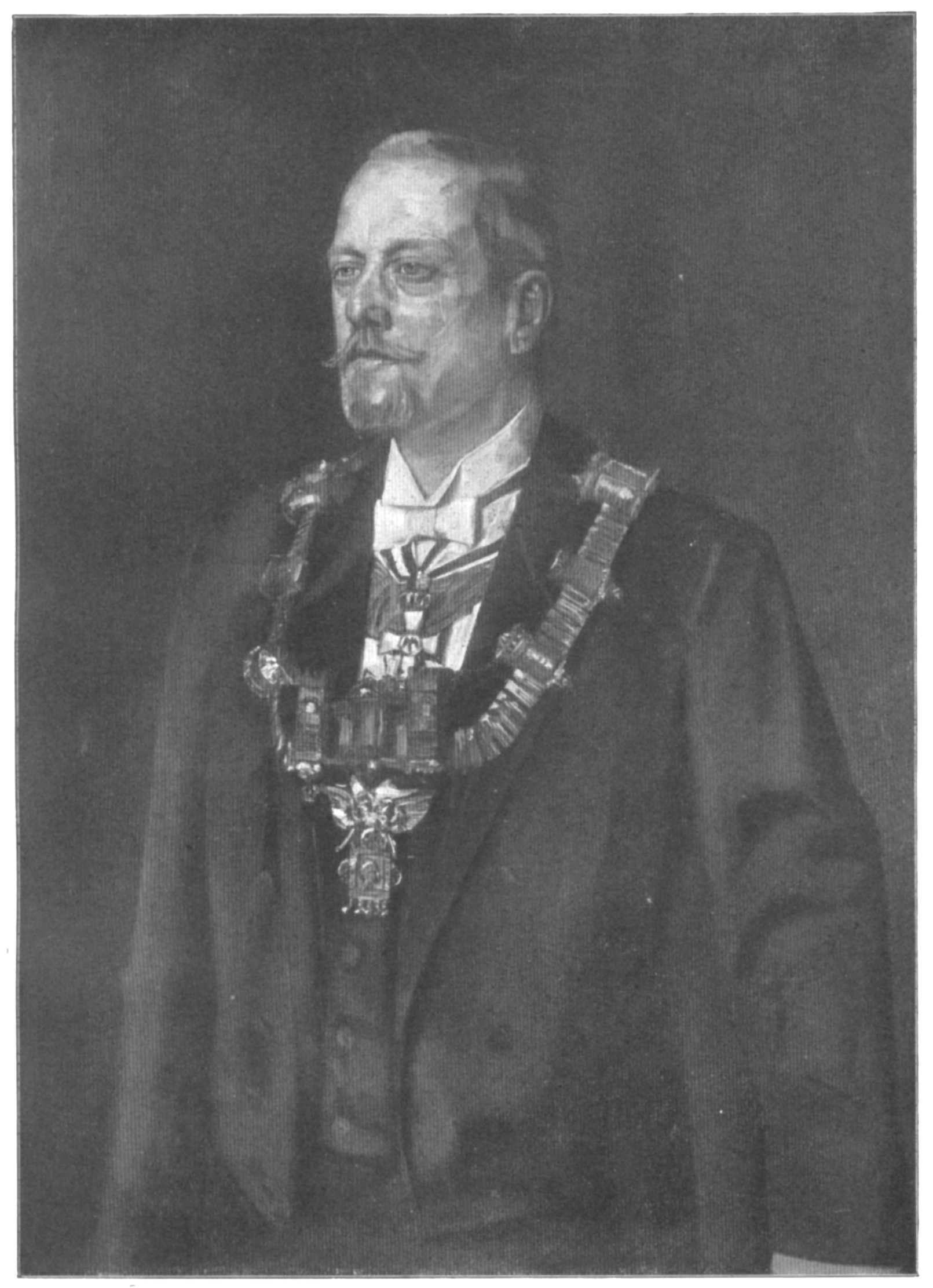
Wilhelm Trübner Ibell 1907

- 1756: Friedrich Wilhelm Goedecke, Abgeordneter im Nassauischen Landtag
- 1847: Carl Bernhard von Ibell, Oberbürgermeister von Wiesbaden
- 1858: Jeannette Baltzer, Schriftstellerin
- 1872: Nicola Geisse-Winkel, Opernsänger (Bariton)
- 1882: Erich Franzen, Jurist, Literaturkritiker und Schriftsteller
- 1882: Richard Müller-Freienfels, Philosoph und Psychologe
- 1888: Max Jacob, Puppenspieler und Gründer der weltbekannten Hohnsteiner Puppenbühne
- 1890: Adolf Bach, Germanist, Altmeister der deutschsprachigen Namenkunde, Großes Bundesverdienstkreuz mit Stern
- 1898: Adolf Reichwein, deutscher Pädagoge, Wirtschaftswissenschaftler und Kulturpolitiker, Widerstandskämpfer im Dritten Reich
- 1902: Franz Holler, deutscher Politiker
- 1908: Rolf Karbach, Politiker (NSDAP), Reichstagsabgeordneter
- 1914: Wolfgang Boetticher, Musikwissenschaftler
- 1945: Annegret Ritzel, Intendantin des Stadttheaters Koblenz (1999–2009), eine der ersten weiblichen Intendantinnen an einem deutschen Opernhaus[46]
- 1948: Peter Herz, Althistoriker
- 1950: Hans-Martin Stier, deutscher Schauspieler
- 1955: Thomas Günther, Landtagsabgeordneter (CDU)
- 1958: Bernhard Nellessen, Fernsehjournalist (SWR)
- 1959: Stephan Kessler, Jesuit, Theologe und Hochschullehrer
- 1966: Guido Löhr, Extremradsportler, Vortragsredner, Blogger und Autor
- 1968: Alexander Saberschinsky, Liturgiewissenschaftler
- 1970: Joachim Stamp, stellvertretender Ministerpräsident NRW (FDP)
- 1979: Alexandra Lehmler, Jazzmusikerin

### Persönlichkeiten, die mit der Stadt in Verbindung stehen
- 1790: August Vogler, * Hachenburg, Badearzt in Ems
- 1818: Ludwig Spengler, * Eltville, Badearzt in Bad Ems, entwickelte die Emser Pastillen
- 1821: Carl Panthel, * Herschbach, Königlicher Sanitätsrat und Badearzt in Bad Ems
- 1832: Wilhelm Höffert, * Stralsund, königl. sächsischer Hoffotograph
- 1868: Ferdinand Stemmler, * Kronberg, Badearzt in Ems
- 1910: Gustav Neidlinger, Sänger, * Mainz, lebte nach seiner aktiven Zeit als Sänger in Bad Ems
- 1870: Jacques Offenbach, Komponist, letzter Aufenthalt in Bad Ems, viele Operetten hier erstmals aufgeführt
- 1940: Wilfried Dieterichs, Journalist, Schriftsteller, Historiker
- 1943: Ulla Höpken, Malerin, * St. Goarshausen, wuchs in Bad Ems auf
- 1944: Botho Strauß, Schriftsteller und Dramatiker, * Naumburg, Schulzeit bis zum Abitur in Bad Ems
- 1952: Thomas C. Breuer, Schriftsteller und Kabarettist, * Eisenach, Schulzeit in Bad Ems
- 1974: Josef Winkler, * Koblenz, ehem. Bundestagsabgeordneter (B90/Grüne)